# Verb incoatiu
Els verbs incoatius són un nombrós grup de verbs del grup III que, en la conjugació dels seus presents d'indicatiu i de subjuntiu, adjunten a l'arrel un element de naturalesa discutida (encara que majoritàriament es considera un tipus de morfema), que s'anomena habitualment increment. Aquest increment té, la forma -eix- (pronunciat amb e oberta i fricativa palatal sorda) o -esc-/esqu- (en present, subjuntiu i imperatiu dels dialectes baleàrics) en català oriental, i -ix- en català occidental (pronunciat amb i pura i xeix fricativa palatal sorda) o -isc-/isqu- (en present, subjuntiu i imperatiu, normalment la essa d'aquest increment també és pronunciada com una xeix en aquests dialectes), i s'uneix directament a l'arrel. Després d'aquest increment, s'incorporen la resta de morfemes típics de la flexió verbal.
Aquest increment només apareix a les formes que s'esperarien rizotòniques (1a, 2a, 3a del singular i 3a del plural), però en ser tònic atreu l'accent. Això fa que els verbs incoatius presentin sempre les arrels àtones, fet que ha portat alguns autors a discutir sobre el fonema subjacent en aquestes vocals, en esdevenir impossible de fer tònic.
La conjugació dels verbs incoatius, per tant, resulta igual a la dels verbs del seu mateix grup que no són incoatius (els anomenats verbs purs), excepte als presents. Fixeu-vos en l'exemple següent (cal destacar que els dialectes occidentals també poden prendre la e en l'increment amb les terminacions amb a o e del subjuntiu quan es vol reflectir un llenguatge molt formal, això està indicat entre parèntesis a la taula):
| PRESENT D'INDICATIU | PRESENT D'INDICATIU                 | PRESENT DE SUBJUNTIU | PRESENT DE SUBJUNTIU                             | IMPERATIU      | IMPERATIU                                        |
| VERB PUR            | VERB INCOATIU                       | VERB PUR             | VERB INCOATIU                                    | VERB PUR       | VERB INCOATIU                                    |
| dormo, dorm         | serveixo, servixo, servisc, servesc | dormi, dorma         | serveixi, servisca, servesqui (o servesca)       | -              | -                                                |
| dorms               | serveixes, servixes                 | dormis, dormes       | serveixis, servisques, servesquis (o servesques) | dorm           | serveix, servix                                  |
| dorm                | serveix, servix                     | dormi, dorma         | serveixi, servisca, servesqui (o servesca)       | dormi, dorma   | serveixi, servisca, servesqui (o servesca)       |
| dormim              | servim                              | dormim               | servim                                           | dormim         | servim                                           |
| dormiu              | serviu                              | dormiu               | serviu                                           | dormiu         | serviu                                           |
| dormen              | serveixen, servixen                 | dormin, dormen       | serveixin, servisquen, servesquin (o servesquen) | dormin, dormen | serveixin, servisquen, servesquin (o servesquen) |

Ara bé, cal dir que els increments no són exclusius dels verbs incoatius del grup III, sinó que també es troben verbs amb increments als grups I i sobretot al grup II, encara que en aquests casos l'increment s'anomena increment velar i presenta una distribució lleugerament diferent.
Pel que fa a la distinció dins el grup III entre verbs purs i incoatius, és un tema complex i en procés actiu de canvi. Es pot considerar que la majoria de verbs del grup III segueixen el model incoatiu, i uns pocs, i en recessió, són de conjugació pura. Per defecte, el verb es considera incoatiu, i els verbs purs estan marcats específicament així al lexicó. A més, l'extensió de la conjugació incoativa és un procés actiu, i molts parlants vacil·len a l'hora de conjugar un verb entre un model i un altre, tot i que en casos de vacil·lació s'acaba per adoptar el model incoatiu. Per tant, els verbs purs del grup III són: bullir, sortir, dormir, escopir, tossir, sentir, consentir, pressentir, ressentir, lluir, collir, esmunyir, ajupir, morir, fugir i pocs més (cal consultar obres específiques). La resta són incoatius.